# Xã Kalamo, Michigan
Xã Kalamo (tiếng Anh: Kalamo Township) là một xã thuộc quận Eaton, tiểu bang Michigan, Hoa Kỳ. Năm 2010, dân số của xã này là 1.842 người.